# Наталия Георгиу
Наталия Константинова Георгиу (на руски: Наталья Константиновна Георгиу; на румънски: Natalia Konstantinovna Gheorghiu) е съветска и молдовска лекарка, детски хирург, професор, почетен учен на Молдовската ССР, член-кореспондент на Академията на медицинските науки на СССР и на Молдовската академия на науките. Тя е депутат в 3-тото и в 4-тото събрание на Върховния съвет на СССР.

## Биография
Родена е на 29 ноември 1914 г. в Бесарабия. През 1940 г. завършва с отличие Медицинския факултет на Университета в Букурещ, а след това и Института по медицински изследвания към Академията за медицински науки на СССР. Работи като хирург, а по време на Великата отечествена война е хирург във военни полеви болници. През 1957 г. специализира детска хирургия, след създаването на катедра „Детска хирургия“ през 1960 г. е назначена за ръководител на катедрата. Тя е първият хабилитиран доктор по медицина в Молдова. Получила е званията доцент, професор, почетен работник на науката, член-кореспондент на Академията за медицински науки на СССР и Академията на науките на Република Молдова.
Умира на 4 февруари 2001 г. в Кишинев, Молдова.

## Научна дейност
Допринесе значително за решаване на проблеми в областта на травматологията, ортопедията, хирургията на пикочните пътища, коремната кухина и гръдната хирургия, при лечение на заболявания на кръвоносната система, хирургичната патология на новородените. Основните ѝ научни и практически интереси включват пластичната хирургия. Нейният огромен научен потенциал ѝ позволява да направи научни разработки на ниво международни стандарти и последователно да ги въведе в практиката за опазване на детското здраве. Методите за медицинска диагностика и лечение на хирургични заболявания и малформации, разработени от нея се използват в световната детска хирургия.
Полага големи усилия за развитие на педиатричната хирургия в Молдова. Тя е един от инициаторите за създаването на Национален научно-практичен център за детска хирургия (Център за детска хирургия „Наталия Георгиу“).
Автор е на 650 публикации, както и на 6 монографии.

## Награди
За нейната плодотворна работа е наградена с 4 ордена и 11 медала, включително ордена на Червеното знаме на труда, Дружбата на народите, Ордена на Република Молдова, Медала на Международния комитет за защита на мира, почетен гражданин на Кишинев (1977).

## Памет
- В Молдова е кръстена на улица в центъра на града (улица „Академик Наталия Георгиу“) и средно училище (Лицей „Наталия Георгиу“);
- Поставен е бронзов бюст пред Националния научно-практически център за детска хирургия;
- През ноември 2004 г. е създадена Асоциацията за детска хирургия „Академик Наталия Георгиу“ в Кишинев;
- На 30 април 2004 г., в чест на 90-годишнината от рождението ѝ, Пощенската служба на Молдова издава пощенска марка с нейния образ.[2][3]